# 오노 (아오모리시)
오노(大野)는 일본 아오모리현 아오모리시에 속한 지명이다. 우편번호는 030-0852

## 지리
현재 오노는 대체로 오노 우체국 부근부터 국도 7호 아오모리 순환우회도로 부근까지가 오오노 지역이다. 이 지역의 대부분은 주택가이다.
북쪽은 나니칸마에다, 가나자와, 아사히마치, 동쪽은 미도리, 히가시오노, 남쪽은 호소에쓰, 아라카와, 서쪽은 나니칸 이즈미카와, 야스다, 호소에쓰, 니시오노에 접해 있다.
또한 그 북쪽에 아사히초를 사이에 두고 북쪽에 있는 JR 아오모리 신호장 부지의 서쪽 절반이 오노 나가시마 또는 기타카타오카로 되어 있어 오노의 영토이다.

## 시설
- 이나리 신사
- 아오모리 오노 우체국
- 아오모리 미치노쿠 은행 오노 지점
- 아오이모리 신용금고 오노지점
- 아오이모리 신용금고 가나자와 지점
- 오노 시민센터
- 스기노코 유치원
- 오노 보육원
- 이즈미카와 보육원
- 아오모리 세이세이 보육원
- 와카미야 공원
- 오노 공원
- 나루타키 공원
- 고부시 공원

1. ↑  青森市 (2017년 5월 25일). “人口・世帯数等（住民基本台帳）” (일본어). 青森市. 2020년 5월 8일에 원본 문서에서 보존된 문서. 2017년 5월 29일에 확인함. 다음 글자 무시됨: ‘和書’ (도움말)
2. ↑  青森市 (2017년 10월 1일). “人口・世帯数等（住民基本台帳）” (일본어). 青森市. 2020년 5월 8일에 원본 문서에서 보존된 문서. 2017년 10월 14일에 확인함. 다음 글자 무시됨: ‘和書’ (도움말)